# Sisavang Vong

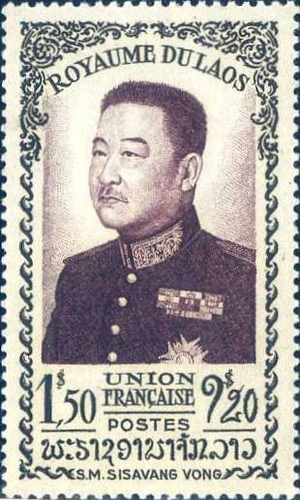
Sisavang Vong op en postzegel uit Laos (1951)

Koning Sisavang Vong (Luang Prabang, 14 juni 1885 – aldaar, 29 oktober 1959) was de zoon van koning (Rath) Sakkarin. In 1904 volgde hij de laatste op als koning van Luang Prabang. In 1946 werd hij koning van het verenigde Laos, dat toen nog een kolonie van Frankrijk was. Na de onafhankelijkheid (1953) bleef de koning zich voornamelijk oriënteren op Frankrijk. Na zijn overlijden werd hij opgevolgd door zijn zoon, Savang Vatthana.